# Models d'atributs d'actor autologístic
Els Models d'atributs d'actors autologístics (ALAAMs, per les seues sigles en anglès) són un conjunt de models estadístics dissenyats per analitzar com els trets o característiques (atributs dels nodes) de les persones (nodes) dins d'una xarxa són influïts per les seues connexions. S'apliquen habitualment a dades de xarxes socials, i estudien la influència social —com les relacions dins una xarxa configuren els resultats individuals, com ara conductes o creences. Se centren típicament en resultats binaris (per exemple, sí/no), tot i que també poden gestionar atributs ordinals (categories ordenades) o continus (numèrics) com a variables explicades (variables dependents). En modelar aquests patrons d’atributs, els ALAAMs ajuden a revelar com els vincles dins la xarxa afecten les característiques personals en diversos tipus de xarxes.

## Context
Els models d'atributs d'actors autologístics (ALAAMs) són un mètode per a l’anàlisi de xarxes socials. Van ser proposats originalment com una modificació dels models de graf aleatori exponencial (ERGMs) per permetre l’estudi de la "influència" social. Els ERGMs són una família de models estadístics per modelar la "selecció" social, és a dir, com es formen els vincles dins una xarxa en funció dels atributs dels nodes i altres vincles de la xarxa. Els ALAAMs adapten l'estructura dels ERGMs, però en lloc de predir la formació de vincles a partir d'atributs fixos dels nodes, prediuen atributs dels nodes a partir de vincles fixos. Això permet modelar processos de influència social, per exemple, com l’amistat entre adolescents (vincles de xarxa) pot influir en si fumen (atributs dels nodes), influències de les xarxes sobre altres pràctiques relacionades amb la salut, i com poden canviar les actituds o les actituds percebudes.

## Definició
Els ALAAMs, com els ERGMs, formen part de la família exponencial de models de probabilitat. Són models exponencials que descriuen, per a una xarxa, una distribució conjunta de probabilitat sobre si cada node de la xarxa presenta un atribut determinat.
{\displaystyle P(Y=y|\theta ,X)={\frac {\exp(\theta ^{T}s(y,X))}{c(\theta )}}}
on {\displaystyle \theta } és un vector de pesos, associat a s(y,X), el vector de paràmetres del model, i {\displaystyle c(\theta )} és una constant de normalització per garantir que la probabilitat de totes les combinacions possibles d'atributs dels nodes sumi u.

## Estimació
L’estimació dels paràmetres del model i l’avaluació dels errors estàndard (per a proves d’hipòtesis) es duu a terme mitjançant estimació de màxima versemblança amb cadenes de Markov de Monte Carlo (MCMC-MLE), a partir d’enfocaments com l’algorisme de Metropolis-Hastings. Aquests enfocaments són necessaris per estimar els paràmetres del model en un espai mostral intratable per a xarxes de mida moderada. Un cop estimat el model, cal dur a terme proves de bondat d’ajust mitjançant el mostreig de xarxes aleatòries a partir del model ajustat per assegurar que el model reflecteix adequadament les dades observades.
S’ha demostrat que l’estimació dels ALAAMs, tot i no ser perfecta, és relativament robusta davant dades parcialment perdudes a causa de tècniques de recollida com el mostreig aleatori o el mostreig en bola de neu.

## Programari
Actualment, aquests algorismes d’estimació dels ALAAMs estan implementats en el programari PNet i MPNet, publicats per Melnet, un grup de recerca de la Universitat de Melbourne.
El programari ha incorporat un enfocament multinivell per als ALAAMs en el seu programari per a xarxes dirigides i no dirigides, així com per a vincles valorats (atributs diàdics). El programari no accepta variables amb valors perduts; els casos amb valors perduts en algun atribut del node hauran de ser eliminats. El programari tampoc pot analitzar vincles 'fora del clúster de la xarxa'. Per exemple: quan alumnes d’una classe no només mencionen amistats dins la classe, sinó també fora (de l’escola).
Una alternativa a aquest model per estudiar un atribut de node com a variable dependent en dades transversals és l’extensió del model de membres múltiples per a l’anàlisi de xarxes (que també es pot estendre per fer-lo longitudinal). A diferència dels ALAAMs, pot emprar una variable dependent contínua, pot gestionar valors perduts, permet utilitzar múltiples xarxes (múltiplex) i pot tenir en compte vincles 'fora del clúster'.
Els ALAAMs es distingeixen d'altres models d'"influència" social en xarxes, com els models epidèmics/SIR o RSiena, perquè els ALAAMs s'utilitzen per a l'anàlisi de dades transversals, observades en un sol moment temporal.